# ديون وايترز
ديون وايترز (بالإنجليزية: Dion Waiters)‏ مواليد 10 ديسمبر 1991، هو لاعب كرة سلة أمريكي يلعب مع فريق أوكلاهوما سيتي ثاندر في الرابطة الوطنية لكرة السلة ويحمل الرقم 23. يبلغ طوله 6 قدم 4 بوصة (1.9 م).

## فرق لعب لها
- كليفلاند كافالييرز
- أوكلاهوما سيتي ثاندر

## روابط خارجية
- ديون وايترز على موقع إن بي أي (الإنجليزية)
- ديون وايترز على موقع سبورتس رفرنس (الإنجليزية)
- ديون وايترز على موقع كرة السلة الأوروبية.كوم (الإنجليزية)
- ديون وايترز على موقع إي إس بي إن.كوم (الإنجليزية)
- ديون وايترز على موقع كلية كرة السلة في سبورتس رفرنس.كوم (الإنجليزية)
- ديون وايترز على موقع ريلجم (الإنجليزية)
- ديون وايترز على موقع بروبوليرز (الإنجليزية)